# Michael Phelps
Michael Fred Phelps [májkl fréd félps], ameriški plavalec, * 30. junij 1985, Baltimore, Maryland, ZDA.
Na Olimpijskih igrah 2008 je osvojil 8 zlatih plavalnih medalj in s tem presegel dosežek Marka Spitza iz Munchna 1972.